# Mas Palou (Amer)
Mas Palou és una masia d'Amer (Selva) inclosa a l'Inventari del Patrimoni Arquitectònic de Catalunya.

## Descripció
Palou es tracta d'una masia de dues plantes coberta amb una teulada a dues aigües de vessants a façana i rematada amb un ràfec prominent de fusta.
La planta baixa consta d'un gran portal d'arc carpanell rebaixat amb muntants de pedra ben treballats i escairats.
En el primer pis trobem dues obertures rectangulars equipades amb llinda monolítica, muntans de pedra i ampit treballat. En la llinda de la finestra que està ubicada en l'extrem esquerre s'aprecia la data de "1 5 + 7 4".
En l'extrem dret de la façana s'observa la presència d'un rellotge de sol de petites dimensions, que ha conservat la pigmentació original vermellosa però no així el pal que marcava les hores.
Remarcar que la masia presenta una morfologia irregular que es deu al fet d'haver-se d'adaptar i alhora salvar al desnivell físic existent del solar en què està emplaçada. Un desnivell que es tradueix a la pràctica en un marge molt accentuat i de gran pendent.
Pel que fa al tema dels materials, prima per sobre de tot un com és la pedra. Una pedra que la trobem present en dues modalitats: per una banda, tenim les pedres fragmentades i els còdols de riu manipulats a cops de martell i lligades amb morter de calç, que compossen les quatre façanes. Mentre que per l'altra trobem la pedra sorrenca localitzada específicament tant en l'arc carpanell i muntants del portal d'accés com en les llindes, muntants i ampits de les dues finestres del primer pis.
A la dreta de la masia primigènia trobem tota una sèrie de dependències annexes de factura relativament moderna, les quals estan cobertes amb una teulada irregular a dues aigües de vessants a façana. Diguem irregular ja que una vessant és més alta que l'altra.
Immediatament davant de la masia trobem una gran construcció de planta quadrada que consta de dues plantes i coberta a dues aigües de vessants a laterals, la qual exerciria les tasques de graner i magatzem.

## Història
Els orígens de Palou són antiquíssims, i el primer esment conegut data de l'any 860, en què surt esmentat sota la forma "Palatiolum de Merlach".
L'edifici que podem contemplar avui dia és el resultat final d'un llarg procés de múltiples intervencions i reformes que es van dur a terme en moments històrics determinats. Així, l'edifici actual és fruit d'un reforma dels segles XVI (1574) i XVII, mentre que les dependències annexes daten del segle xix, igual que part de l'edifici central, reformat.